# Premrou
Premrou je priimek več znanih Slovencev:
- Josip Premrou (1863—1937), podjetnik in mecen
- Branko Premrou (1909—1986), pravnik, republiški sekretar za zakonodajo
- Miroslav Premrou (1871—1944), notar in zbiralec arhivskega gradiva
- Rihard Svetoslav Premrou (1879—1935), zadružni strokovnjak, publicist
- Vladimir Premoru (1903—1967), zdravnik